# Olivier Monterrubio
Olivier Monterrubio (født 8. august 1976 i Gaillac, Frankrig) er en fransk tidligere fodboldspiller (midtbane).
Bortset fra en enkelt sæson hos schweiziske FC Sion spillede Monterrubio hele sin karriere i hjemlandet, hvor han repræsenterede Nantes, Rennes, Lens og Lorient. I sin tid hos Nantes var han med til at vinde både det franske mesterskab og pokalturneringen Coupe de France. Han blev desuden kåret til Årets unge spiller i Ligue 1 i 1999.

## Titler
Ligue 1
- 2001 med Nantes

Coupe de France
- 1999 og 2000 med Nantes

Trophée des Champions
- 1999 og 2001 med Nantes

Coupe de Suisse
- 2009 med Sion